# 2022 рік в історії ЛГБТ
Це список визначних подій в історії прав ЛГБТ, які відбулися у 2022 році.

## Події

### Січень
- 1 – В Швейцарії набуває чинності закон, що спрощує зміну статі без хірургічного втручання.[1]
- 7 – В Канаді набуває чинності заборона на конверсійну терапію.[2][3]
- 10 – В Греції скасовується 45-річна повна заборона на здачу крові чоловіками, які практикують секс з чоловіками. Для пожертвування не потрібен період відстрочки.[4]
- 11 – В Ізраїлі рішення суду про легалізацію комерційного сурогатного материнства для гомосексуальних пар набуває чинності після того, як Кнесет не вжив заходів протягом відведеного шестимісячного періоду.[5][6]

### Лютий
- 14 – Міністерство охорони здоров'я Ізраїлю оголошує про заборону конверсійної терапії медичними працівниками, та передбачає покарання для порушників.[7]
- 15 – У Новій Зеландії парламент ухвалює заборону на конверсійну терапію особам віком до 18 років або нездатним приймати рішення самостійно. Крім того, закон забороняє практику конверсії, яка завдає серйозної шкоди для всіх вікових груп.[8][9]
- 17 – Конституційний суд Кувейту скасував суперечливий закон, який тривалий час використовувався для криміналізації трансгендерів, забороняючи «імітацію протилежної статі».[10][11][12]
- 17 – Міністерство соціальної справедливості та розширення прав і можливостей Індії оголошує, що медичне обслуговування, яке підтверджує ґендер особи, покриватиметься страхуванням у країні.[13]

### Березень
- 10 – В Чилі набувають чинності одностатеві шлюби.[14]
- 16 – У Франції скасовується термін відстрочки здачі крові для чоловіків, які практикують секс з чоловіками.[15]
- 31 – В Ірландії термін відстрочки здачі крові для чоловіків, які практикують секс з чоловіками, а також для їхніх партнерок скорочено з одного року до чотирьох місяців.[16]
- 31 – Сполучені Штати оголошують про повний перегляд протоколів TSA для впровадження гендерно-нейтрального скринінгу на контрольно-пропускних пунктах.[17]

### Квітень
- 11 – В Сполучених Штатах вперше видають паспорти з небінарним ґендером та позначкою «X» в параметрі статі.[18]

### Травень
- 1 – В Литві скасовується термін відстрочки здачі крові для чоловіків, які практикують секс з чоловіками.[19]
- 20 – В Австрії скасовується термін відстрочки здачі крові для чоловіків, які практикують секс з чоловіками.

### Липень
- 1 – В Швейцарії набувають чинності одностатеві шлюби.[20]
- 6 — Антигуа і Барбуда легалізує одностатеві відносини.[21]
- 8 — В Словенії Конституційний суд опублікував рішення, яке визнало законодавчу заборону одностатевих шлюбів у Словенії неконституційною мірою, і дав парламенту 6 місяців для виправлення ситуації, незважаючи на те, що рішення має бути виконано негайно.[22][23]
- 21 – Генеральна рада Андорри дозволила одностатеві шлюби в Андоррі. The law comes into effect in January 2023. Закон набирає чинності з січня 2023 року.